# Amphonyx lucifer
Amphonyx lucifer là một loài bướm đêm thuộc họ Sphingidae.

## phân phát
Nó được tìm thấy ở tropical và subtropical lowlands from México, Belize, Guatemala, Nicaragua và Costa Rica, phía nam through Venezuela to Brasil, [[Boliviav, Argentina và Ecuador.

## Sự miêu tả
Sải cánh dài 140–160 mm.

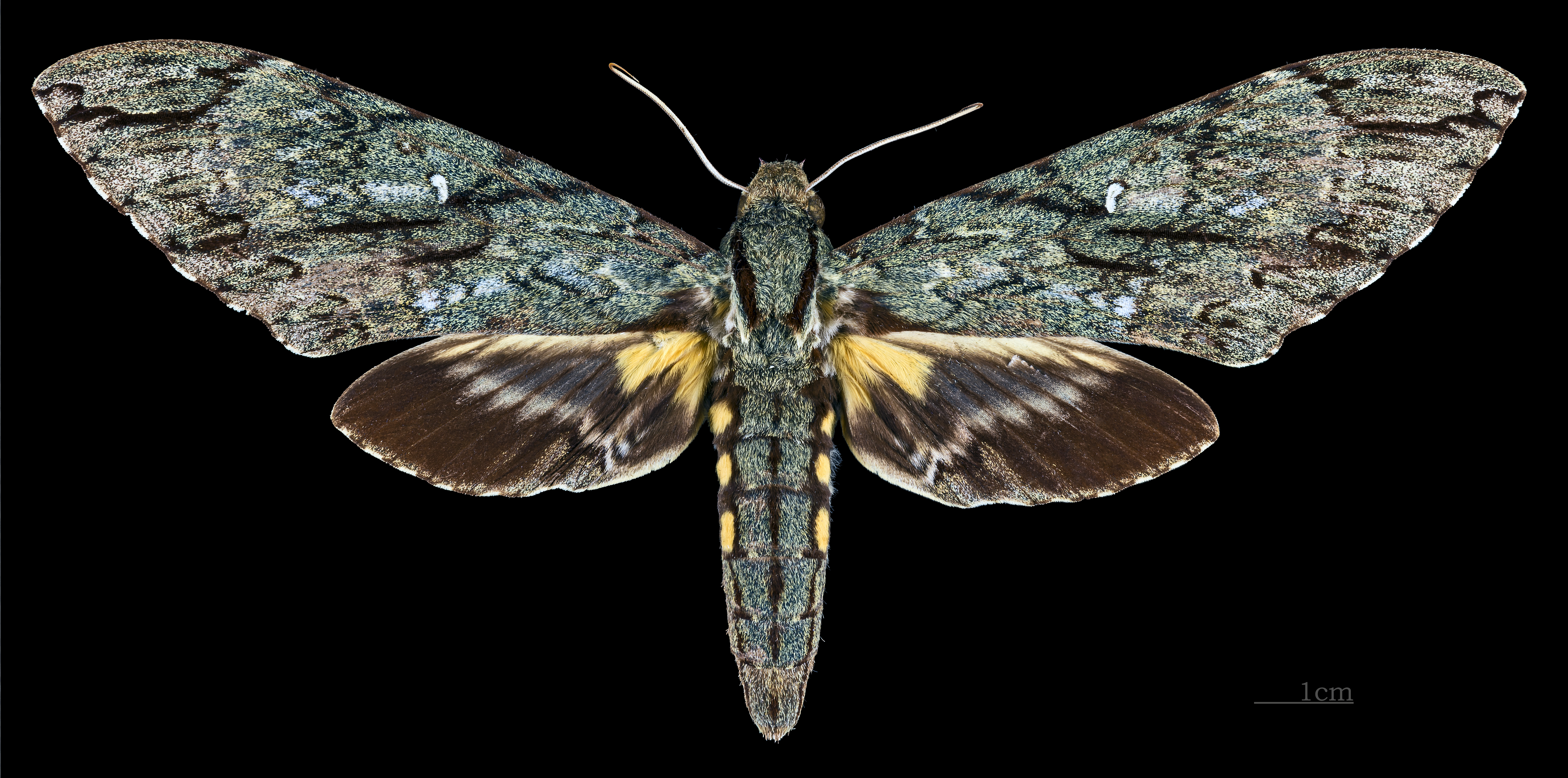
Amphonyx lucifer ♀
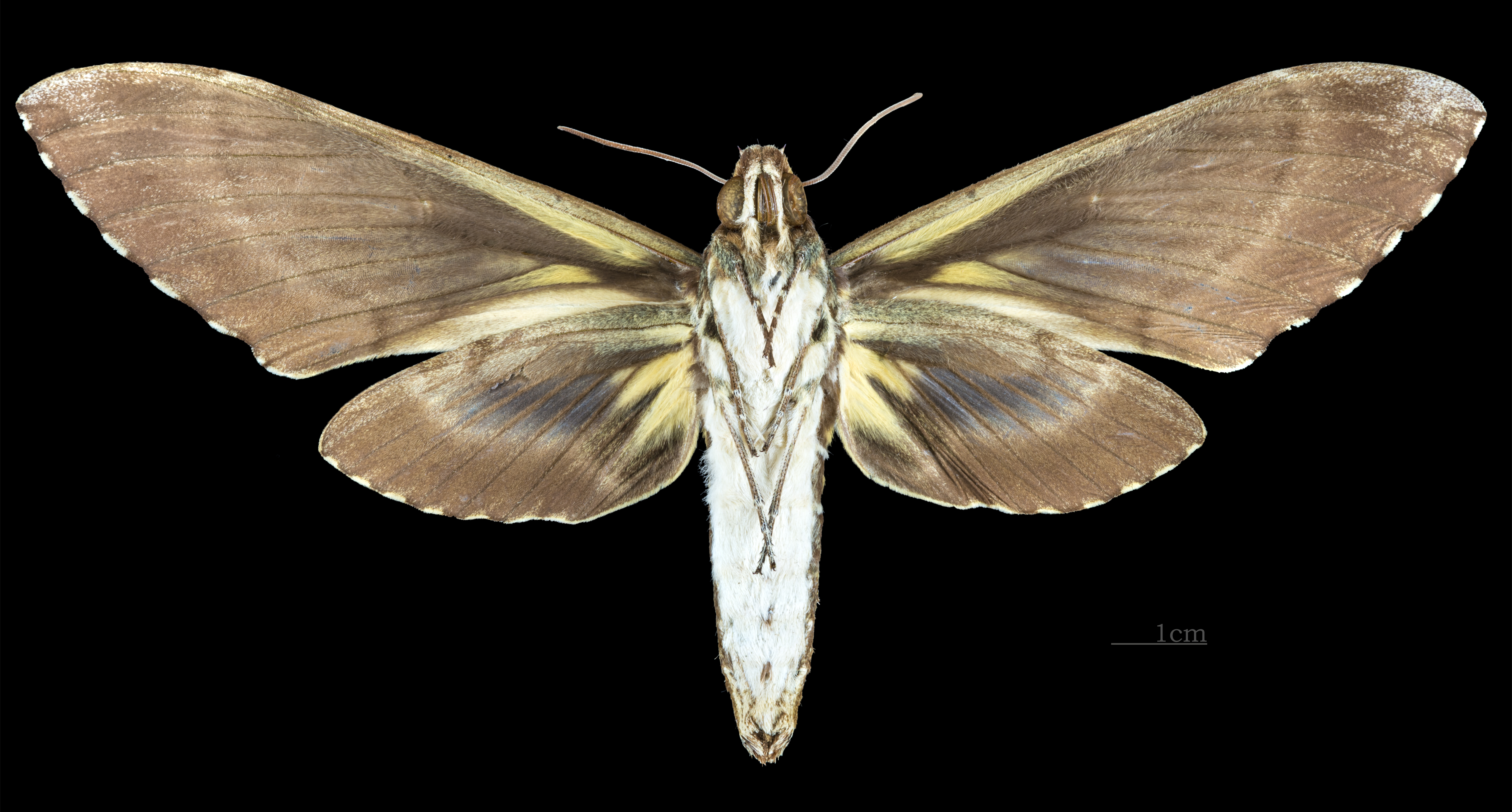
Amphonyx lucifer ♀ △

## Sinh học
Con trưởng thành bay quanh năm. They nectar at flowers
Ấu trùng ăn Annona purpurea và Desmopsis schippii và probably other Annonaceae species. They are clear green và white or blue-green. The prepupa is green with a rose stripe down its back.

## Hình ảnh

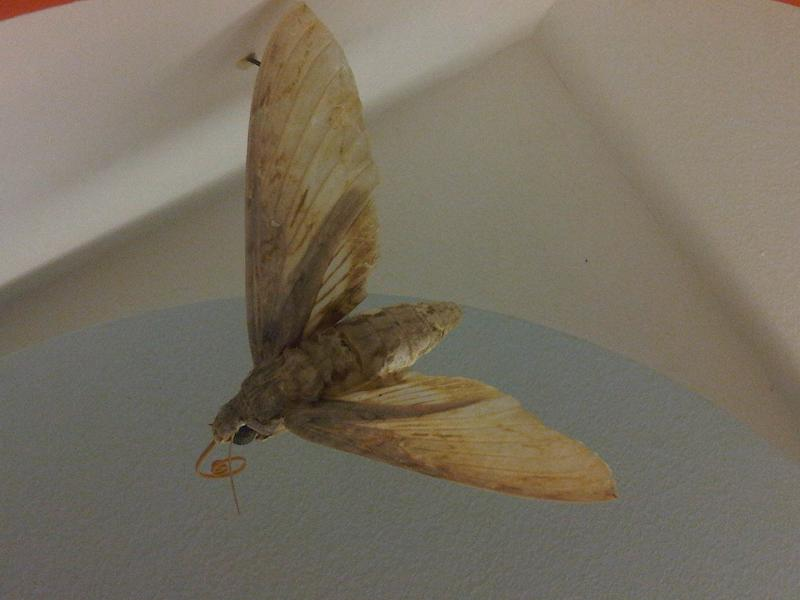
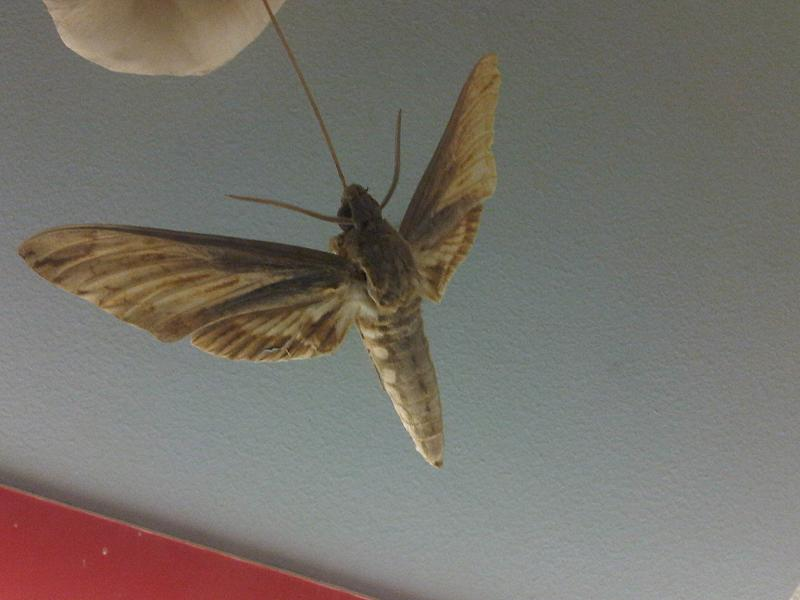